# Departamento de San Cosme
Departamento de San Cosme är en kommun i Argentina.   Den ligger i provinsen Corrientes, i den nordöstra delen av landet, 800 km norr om huvudstaden Buenos Aires. Antalet invånare är 13 189.
Trakten runt Departamento de San Cosme består huvudsakligen av våtmarker. Runt Departamento de San Cosme är det ganska glesbefolkat, med 25 invånare per kvadratkilometer.